# Vicente López (partido)
Vicente López (Partido de Vicente López) is een partido (gemeente) in de Argentijnse provincie Buenos Aires. Het bestuurlijke gebied telt 274.082 inwoners. Tussen 1991 en 2001 daalde het inwoneraantal met 5,33 %.

## Plaatsen in partido Vicente López
- Carapachay
- Florida
- La Lucila
- Olivos
- Vicente López
- Villa Adelina
- Villa Martelli